# Michał Brzozowski (ekonomista)
Michał Piotr Brzozowski – polski ekonomista, doktor habilitowany nauk ekonomicznych, adiunkt na Uniwersytecie Warszawskim, specjalista od makroekonomi oraz ekonomii międzynarodowej.

## Kariera naukowa
W 2002 roku na Wydziale Nauk Ekonomicznych Uniwersytetu Warszawskiego uzyskał stopień doktora nauk ekonomicznych w zakresie ekonomii na podstawie rozprawy pt. Niezależność banku centralnego – motywy ustanowienia i konsekwencje. Przypadek Polski i innych krajów transformacji systemowej, której promotorem był Włodzimierz Siwiński. W tym samym roku został zatrudniony na tejże uczelni, a w 2019 roku uzyskał na jej Wydziale Nauk Ekonomicznych stopień doktora habilitowanego nauk ekonomicznych na podstawie pracy pt. Determinanty i znaczenie rozwoju finansowego w gospodarce otwartej.